# Frederick Steep
Frederick William "Fred" Steep (St. Catharines, 20 de dezembro de 1874 - 14 de setembro de 1956) foi um futebolista canadense, campeão olímpico.
Frederick Steep competiu nos Jogos Olímpicos de Verão de 1904 em St Louis. Ele ganhou a medalha de ouro como membro do Galt F.C., que representou o Canadá nos Jogos.